# وی‌فر
وی‌فر (به انگلیسی: Wayfair) یک شرکت بازرگانی الکترونیکی آمریکایی است که مبلمان و کالاهای خانگی می‌فروشد. این شرکت که قبلاً با عنوان CSN Stores شناخته می‌شد، در سال ۲۰۰۲ تأسیس شد. پلت فرم دیجیتال فراهم شده توسط این شرکت، ۱۴ میلیون قلم کالا از بیش از ۱۱۰۰۰ تأمین کننده جهانی را ارائه می‌دهد. دفتر اصلی این شرکت آنلاین در بوستون، ماساچوست مستقر است و دفاتر و انبارهایی در سراسر ایالات متحده آمریکا، کانادا، آلمان، ایرلند و انگلستان دارد.
علاوه بر سایت اصلی این شرکت چند سایت خرده فروشی دیگر هم زیرمحموعه این شرکت محسوب می‌شوند.